# Нисэко
Нисэко (яп. ニセコ町 Нисэко-тё:) — посёлок в Японии, находящийся в уезде Абута округа Сирибэси губернаторства Хоккайдо. Площадь посёлка составляет 197,13 км², население — 4835 человек (30 июня 2014), плотность населения — 24,53 чел./км².

## Географическое положение
Посёлок расположен на острове Хоккайдо в губернаторстве Хоккайдо. С ним граничат посёлки Куттян, Ранкоси, Тоёура и село Маккари.

## Население
Население посёлка составляет 4835 человек (30 июня 2014), а плотность — 24,53 чел./км². Изменение численности населения с 1980 по 2005 годы:
| 1980 | 4567 чел. |  |
| 1985 | 4593 чел. |  |
| 1990 | 4511 чел. |  |
| 1995 | 4641 чел. |  |
| 2000 | 4553 чел. |  |
| 2005 | 4669 чел. |  |

## Символика
Деревом посёлка считается берёза плосколистная, цветком — лаванда, птицей — большой пёстрый дятел.